# Odozana cocciniceps
Odozana cocciniceps är en fjärilsart som beskrevs av Jones 1908. Odozana cocciniceps ingår i släktet Odozana och familjen björnspinnare. Inga underarter finns listade i Catalogue of Life.